# Сокологірне (станція)
Сокологірне — проміжна залізнична станція 5-го класу Запорізької дирекції Придніпровської залізниці на електрифікованій лінії Федорівка — Джанкой між станціями Якимівка (26 км) та Рикове (25 км). Розташована в однойменному селі Генічеського району Херсонської області.
На вокзалі станції є зал чекання, каси продажу квитків приміського та далекого сполучення, камери схову, багажне відділення.

## Історія
Станція відкрита 1874 року, під час прокладання головного ходу приватної Лозово-Севастопольської залізниці.
У вересні 1941 року за залізничною станцією Сокологірне був закріплений польовий хірургічний пересувний госпіталь № 79.
У 1970 році станція електрифікована постійним струмом (=3 кВ) в складі дільниці Мелітополь — Сімферополь.

## Пасажирське сполучення
До повномасштабного російського вторгнення в Україну на станції Сокологірне зупинялися приміські електропоїзди сполученням Запоріжжя — Новоолексіївка / Сиваш.